# 담양 만옹정
담양 만옹정(潭陽 晩翁亭)은 대한민국 전라남도 담양군 고서면 금현리에 있다. 2004년 1월 6일 담양군의 향토문화유산 제5호로 지정되었다.

## 개요
전라남도 담양군 고서면 금현리 광산마을 야산 중턱에 있다. 광주호에서 내려오는 증암천을 끼고 무등산이 바라 보이는 곳에 자리 잡은 정자로, 1928년 분향리 잣정마을 출신 만옹 조유환(曺宥煥)이 창건하였다. 2004년 1월 6일 담양군향토유형문화유산 제5호로 지정되었다. 정면 3칸·측면 3칸 규모의 겹처마 팔작지붕 정자로, 전면과 후면에 툇간이 있고 중앙 칸은 방을 들였다. 낮은 시멘트 기단에 정평주초를 놓고 외부는 원기둥, 내부는 사각기둥을 세웠다.